# Morane-Saulnier MoS-138
Morane-Saulnier MS.138 là họ máy bay huấn luyện quân sự, chế tạo tại Pháp vào cuối thập niên 1920.

## Biến thể
- MS.137
- MS.138
- MS.139
- MS.191

## Quốc gia sử dụng
Pháp
- Aéronautique Militaire
- Aéronavale

 Denmark
 Greece
- Không quân Hy Lạp

 Paraguay
- Không quân Paraguay

## Tính năng kỹ chiến thuật (MS.138)
Dữ liệu lấy từ The Illustrated Encyclopedia of Aircraft 2554
Đặc điểm tổng quát
- Kíp lái: 2
- Chiều dài: 6.78 m (22 ft 3 in)
- Sải cánh: 10.90 m (35 ft 9 in)
- Chiều cao: 3.69 m (12 ft 1 in)
- Diện tích cánh: 19.5 m2 (210 ft2)
- Trọng lượng rỗng: 517 kg (1.140 lb)
- Trọng lượng có tải: 775 kg (1.710 lb)
- Powerplant: 1 × Le Rhône 9Ac, 60 kW (80 hp)

Hiệu suất bay
- Vận tốc cực đại: 140 km/h (88 mph)
- Trần bay: 4.000 m (13.000 ft)